# Harun Toprak
Harun Toprak (* 24. August 1987 in Ravensburg, Baden-Württemberg) ist ein ehemaliger deutsch-türkischer Fußballspieler. Er spielte in seiner Karriere hauptsächlich für deutsche Amateurmannschaften sowie in der Türkei und Schweiz in Profiligen. Er ist ein älterer Bruder des türkischen Nationalspielers Ömer Toprak.

## Karriere
Harun Toprak begann in Ravensburg in den Jugendmannschaften des TSB und FV sowie später beim SSV Ulm 1846 mit dem Fußball. 2006 verließ Toprak Ulm und kehrte zum FV Ravensburg als Seniorspieler zurück, bis er ein Jahr später zum SC Pfullendorf wechselte, für den er erste Erfahrungen im Amateurfußball sammelte. Nach zweieinhalb Spielzeiten wechselte er in die Türkei zum Erstligisten Sivasspor, für den er in zwei Ligaspielen im Kader stand, aber nicht zum Einsatz kam. Nach einem Jahr ohne Pflichtspiele verließ Toprak die Türkei wieder und wechselte im Januar 2011 zum damaligen Schweizer Zweitligisten FC Schaffhausen, der am Ende der Spielzeit 2010/11 den Gang in die Drittklassigkeit antreten musste. Toprak war zuvor auf 13 Einsätze in der Challenge League gekommen, weitere 23 Spiele absolvierte er in der dritten Liga. Nach insgesamt anderthalb Jahren verließ Toprak die Schweiz und blieb ein halbes Jahr vereinslos, ehe er Anfang 2013 zu seinem Jugendverein FV Ravensburg zurückkehrte. Mitte 2018 wechselte Toprak zum Landesligisten VfB Friedrichshafen. Nach einer Saison für den VfB beendete er seine aktive Karriere vorerst, bis er 2021 für zehn Spiele nach Weingarten zum SV Weingarten zurückkehrte.